# White Rock (New Mexico)
White Rock is een plaats (census-designated place) in de Amerikaanse staat New Mexico, en valt bestuurlijk gezien onder Los Alamos County.

## Demografie
Bij de volkstelling in 2000 werd het aantal inwoners vastgesteld op 6045.

## Geografie
Volgens het United States Census Bureau beslaat de plaats een oppervlakte van
18,6 km², geheel bestaande uit land. White Rock ligt op ongeveer 1940 m boven zeeniveau.

## Plaatsen in de nabije omgeving
De onderstaande figuur toont nabijgelegen plaatsen in een straal van 20 km rond White Rock.